# Седем славянски племена
Седемте славянски племена са племенно обединение, което се съюзява с прабългарите на Аспарух и участва в полагането на основите на Първата българска държава.
Като описват заселването на прабългарите на Балканския полуостров, византийските хронисти съобщават, че те уредили отношенията си с околните славянски племена. Теофан Изповедник споменава седем славянски племена и северите, а Никифор Григора говори общо за славянските племена, без да определя техния брой. В историческата литература съществуват много и най-противоречиви представи за земите, населявани от посочените ненаименовани славянски племена. Обикновено се приема, че племето северани се намирало в Малка Скития и че останалите седем племена населявали областта по двата бряга на р. Дунав – от Шуменските възвишения и р. Серет до прохода Железни врата и от Стара планина до Карпатите. Когато прабългарите завоювали тази област, несъмнено намиращите се тук славяни попаднали под тяхна власт, с изключение на севераните, които добили статут на самостоятелна Склавиния. Племето северани отбранявало земите от прохода Верегава в Стара планина на изток, а останалите седем славянски племена – общата южна граница по Стара планина до земите на аварите на запад.
Други приемат, че става дума за славянско обединение на родовете на едно голямо племе, заселени в Подунавието, и че то се е простирало от двете страни на Дунава – между Стара планина и Карпатите. Така племенното обединение се очертава като съюз, създаден за борба против аварите. По всичко изглежда, че при така съществуващия съюз всяко славянско племе запазило до голяма степен своята самостоятелност, управлявало се от собствен княз, а заеманата от него земя образувала отделно княжество. Съюзът на именно тези княжества, породен от общата заплаха от страна на авари, вървял постепенно към образуването на държавна организация. Този процес съвпаднал с идването на прабългарите в земите на юг от Дунава.
Заселването на славяните на Балканския полуостров е осветлено добре от местните топоними и хидроними. Показателен в това отношение е хидронимът Бистрица като наименование на по-големите реки. Този хидроним ясно очертава границите на запазения византийски елемент след преселението на народите. В Долна Мизия – на изток от река Искър, този хидроним не е познат. Западно от Искър наименованието Бистрица се носи от някои реки както в Северна България, така и в Източна Сърбия. Източната част на Мизия обаче явно също е била заселена от славяните в лицето на седемте славянски племена, но по-късно. Значително по-малък бил броят на проникналите тук славянски маси и затова те не наложили, а усвоили местните топоними и хидроними.
В края на VII в. на седемте племена е възложена защитата на новосъздадената западна и северозападна граница на Българското ханство (река Искър до устието й в Дунав ) срещу аварските набези, както и някои от проходите на Стара планина , докато северите , чието евентуално участие в съюза не е ясно, ще охраняват източната част на планините. 